# هيروشي ياماتو
هيروشي ياماتو (باليابانية: 大和ヒロシ؛ بالكانا: やまと ヒロシ) هو مصارع محترف ياباني، ولد في 20 أكتوبر 1983 في كيميتسو في اليابان.

## روابط خارجية
- هيروشي ياماتو على موقع WrestlingData.com (الإنجليزية)
- هيروشي ياماتو على موقع CageMatch worker (الإنجليزية)
- هيروشي ياماتو على موقع قاعدة بيانات المصارعة على الإنترنت (الإنجليزية)